# Beugrás
A beugrás a színházi életben váratlan szereplőváltozást jelent. A beugrás előre nem látható körülmények (pl. egy szereplő megbetegedése, balesete stb.) miatt válik szükségessé. A beugrás nehézségét részben az alakítás betanulásához szükséges idő, részben a próbalehetőségek hiánya okozza. A sikeres beugrást általában bravúrnak tartják, különösen főszerepbe való beugrás esetén.
Átvitt értelemben ezt a  kifejezést az élet más területein (pl. csapatsportokban) a  váratlanul szükségessé váló személyváltásokra is alkalmazzák.